# Збројњики
Збројњики (слч. Zbrojníky) насељено је мјесто са административним статусом сеоске општине (слч. obec) у округу Љевице, у Њитранском крају, Словачка Република.

## Становништво
| Година:    | 1994. | 2004.   | 2014.   | 2024.   |
| ---------- | ----- | ------- | ------- | ------- |
| Број људи: | 541   | 497     | 493     | 488     |
| Разлика:   |       | -8,13 % | -0,80 % | -1,01 % |

| Година:    | 2023. | 2024.   |
| ---------- | ----- | ------- |
| Број људи: | 489   | 488     |
| Разлика:   |       | -0,20 % |

Према подацима о броју становника из 2011. године насеље је имало 501 становника.